# قرار مجلس الأمن التابع للأمم المتحدة رقم 1656
قرار مجلس الأمن التابع للأمم المتحدة رقم 1656، واعتمد بالإجماع في 31 كانون الثاني 2006، بعد التأكيد على جميع القرارات المتعلقة أبخازيا وجورجيا، وخاصة القرار 1615 (2005). مدد المجلس ولاية بعثة مراقبي الأمم المتحدة في جورجيا حتى 31 مارس 2006.
وكان الأمين العام كوفي أنان قد أوصى في تقريره عن الوضع بتمديد البعثة حتى 31 يوليو (تموز) 2006، على الرغم من عدم اعتماده من قبل أعضاء المجلس،  بسبب إصرار روسيا.

## روابط خارجية
- نص القرار في undocs.org